# Rättshistoria

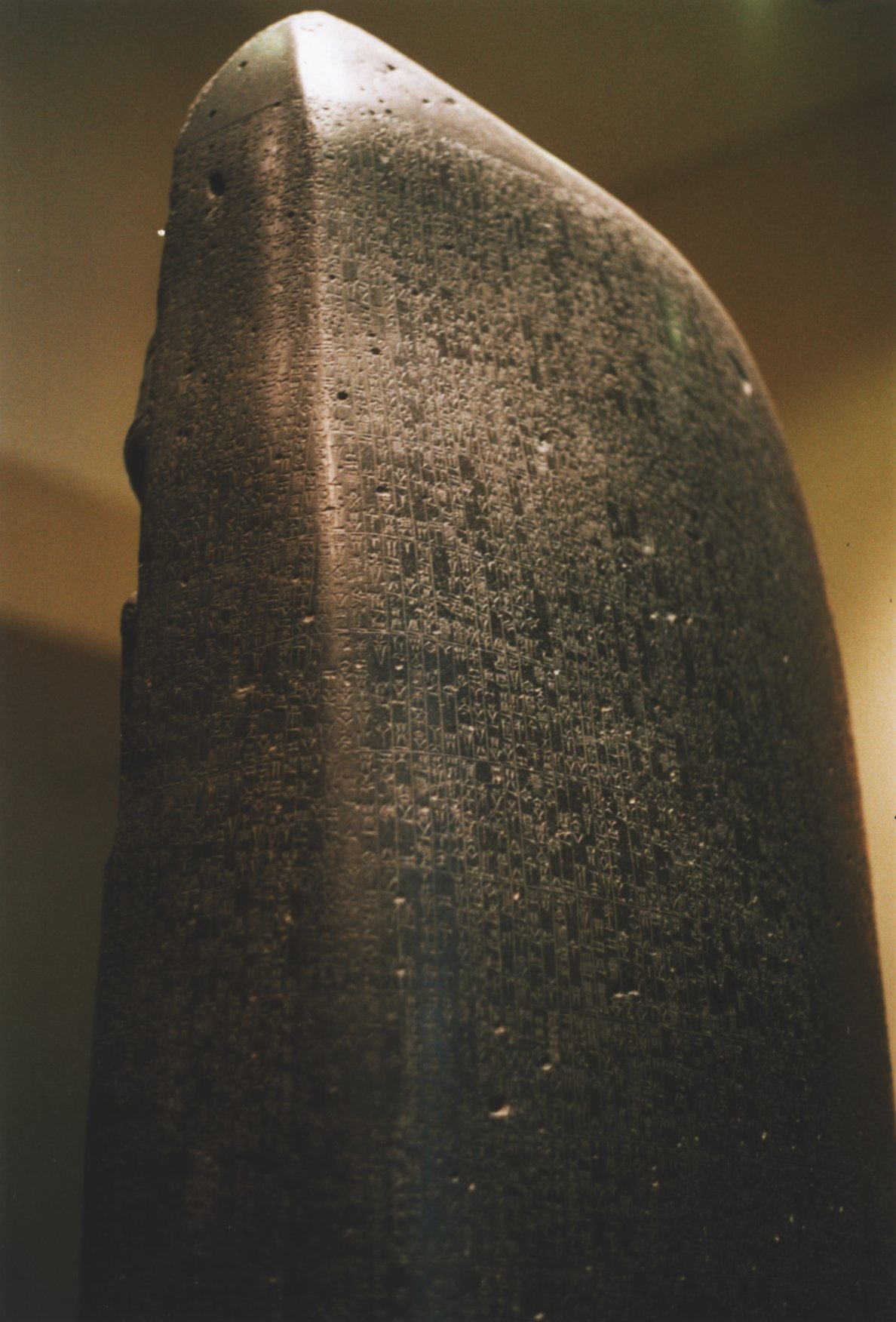
Hammurabis lagar.

Rättshistoria, vetenskaplig disciplin som studerar lagars och rättsskipningens historia. Ämnet rättshistoria tillhör juridiska fakulteten, även om rättshistoriska studier även bedrivs vid andra fakulteter. Rättshistorieämnet är vidare nära förbundet med den rättsfilosofiska historien å ena sidan, och statsvetenskap å andra.
Rättshistoria fokuserar på rätten och rättstillämpningen ur ett historiskt perspektiv. Studiet av romersk rätt har av tradition haft en särställning och utgjorde tidigare ett eget examensämne i många länder i västvärlden. I äldre tider var vidare kanonisk rätt mycket centralt, som åtminstone delvis är historievetenskapligt till sitt väsen.
Från Mesopotamien kommer de äldsta lagar vetenskapen känner till. På 2300-talet f.Kr. lär det ha funnits kungliga påbud i landet, men dessa har inte återfunnits. Från 2050 f.Kr. kommer de äldsta bevarade lagarna, Ur-Nammus lagar, som troligen skrivits av Ur-Nammus son Shugli.
Hammurabis lagar är en mycket berömd babylonisk lagsamling från 1700-talet f.Kr. som reglerar äktenskap och sexualbrott, handel, arvsrätt och annat. Kyros cylinder tillkom i samma område drygt tusen år senare, och är den första historiskt belagda kodifieringen av de mänskliga rättigheterna. Omkring fyra århundraden senare tillkom den mosaiska lagen i Israel, och Manus lagar något senare i Indien. En lite rolig detalj i Hammurabis lagar var att man inte fick ens röra apor eftersom de var så heliga.
Antikens Grekland lär ha fått sina första skrivna lagar 621 f.Kr. av Drakon i Aten. Spartas konstitution skrevs enligt traditionen av Lykurgos några årtionden senare. Den främste av de grekiska laggivarna var dock Solon, som lade grunden för den atenska demokratin. Arkeologin har därtill funnit en samling lagar från Kreta, i Gortyn, från omkring 450 f.Kr. Ungefär samtidigt tillkom Kinas första kända, skrivna lagsamling. Den romerska rättens historia började med De tolv tavlornas lag omkring 450 f.Kr. och fick sin kodifiering med Corpus Juris Civilis i Bysans ett årtusende senare. Corpus Juris Civilis återupptäcktes under medeltiden och runt denna lagsamling bildades de första lagskolorna, där Gratianus och glossatorerna i universitetet i Bologna var de mest framstående.
Salamancaskolan och upplysningstiden innebar en ny epok av rättsordningar i västvärlden på demokratins och en omtolkad naturrättslig grund. Den amerikanska självständighetsförklaringen från 1776 stadgade att alla människor var födda jämlika, vilket fick stort genomslag; även i Frankrike stadgades likartade principer under Franska revolutionen. Dessa jämlikhetsideal fann under 1800-talet sin motsvarighet i internationell rätt med flera internationella fördrag om folkrätt. Förenta nationernas allmänna deklaration om de mänskliga rättigheterna utgjorde ännu en rättslig milstolpe, där rätten gäller globalt, lika för alla, oavsett härkomst eller hemvist.
För Sveriges del har studiet av de svenska landskapslagarna varit fundamentalt för rättshistorieämnet. Dessa publicerades först av Johan Hadorph på 1600-talet, och spreds till kontinenten för studier därav genom latinska översättningar av Johannes Loccenius.

## Svenska rättshistoriker
- Ernst Trygger
- Göran Inger
- Kjell Åke Modéer
- Karl Gustaf Westman